# Герб лену Мальмегус
Герб лену Мальмегус (швед. Malmöhus läns vapen) — символ колишнього адміністративно-територіального утворення лену Мальмегус.

## Історія
Герб цього лену затверджено 1939 року.
Лен Мальмегус скасований 31 грудня 1996 року після об'єднання з леном Крістіанстад у теперішній лен Сконе.

## Опис (блазон)
У срібному полі відірвана червона голова грифона зі золотим дзьобом і язиком, увінчана золотою короною; у синій главі — три золоті корони.

## Зміст
Лен Мальмегус уживав видозмінений символ ландскапу Сконе.
Герб лену використовувався органами влади увінчаний королівською короною.